# 少女＊領域 RADIO＊MAIDEN
《少女＊領域 RADIO＊MAIDEN》是為宣傳遊戲《少女＊領域》而開設的網路廣播節目，自2015年12月24日到2020年12月24日在音泉廣播共128回。節目由聲演遊戲角色飛鳥湊的歩サラ和西園寺風莉的聲優杏花主持。
節目除介紹宣傳由PALETTE QUALIA在2016年6月推出的成人戀愛冒險遊戲《少女＊領域》外，也設有數個環節從聽眾招募來信，並圍繞信件內容展開討論和閒談。
兩位主持在《ほめられてのびるらじおZ》節目在2015年11月底廣播的第446和第447期作為嘉賓登場時宣佈為宣傳《少女＊領域》的廣播節目將會開始，節目將會是《ほめられてのびるらじお》的姐妹節目。在2015年12月24日，節目以《少女＊領域 RADIO＊MAIDEN》命名並開始廣播。
節目不時會請嘉賓主持參與，在第5期登場的《少女＊領域》遊戲主題曲的主唱yozuca*是節目首名嘉賓。遊戲的其他聲優也有出演，節目第39期作為遊戲發售一週年紀念請到遊戲角色貴船柚子的聲優上田朱音和聲演大垣ひなた的姫川あいり共同參與。聲優鷲崎健曾在自己主持的節目《鷲崎健のヨルナイト×ヨルナイト》表示對《RADIO＊MAIDEN》感到興趣，及後節目兩位主持和鷲崎健相互到對方主持的節目作為嘉賓出演。
《少女＊領域 RADIO＊MAIDEN》於2017年舉辦的第三屆動漫廣播大獎中獲得一般組別最優秀女性廣播獎。
節目至2018年1月共發售了6枚廣播CD。CD除了收錄數期過往的廣播外，亦有收錄特別為廣播CD錄製的內容。

## 外部連結
- 少女＊領域 RADIO＊MAIDEN 官方網站 （页面存档备份，存于）